# Antheua jansei
Antheua jansei är en fjärilsart som beskrevs av Aurivillius 1925. Antheua jansei ingår i släktet Antheua och familjen tandspinnare. Inga underarter finns listade i Catalogue of Life.